# دنبتیر
دنبتیر  ( به زبان آسی : Донбеттыр ) خدای همه آب ها و محافظ ماهی ها و ماهیگیران در اساطیر اوستیایی است.
دنبتیر از خدای سکایی به همین نام مشتق شده است.
طبق اسطوره های اوستیایی، دنبتیر هفت پسر و سه دختر داشت، یکی از دختران زراسه همسر نارت آخسارتاگ بود. گفته می شود دنبتیر زنجیری در دست دارد که از آن برای کشتن شناگران بی احتیاط استفاده می کند.
او معادل اوستیایی خدای دریاها پوزئیدون یونانی است.

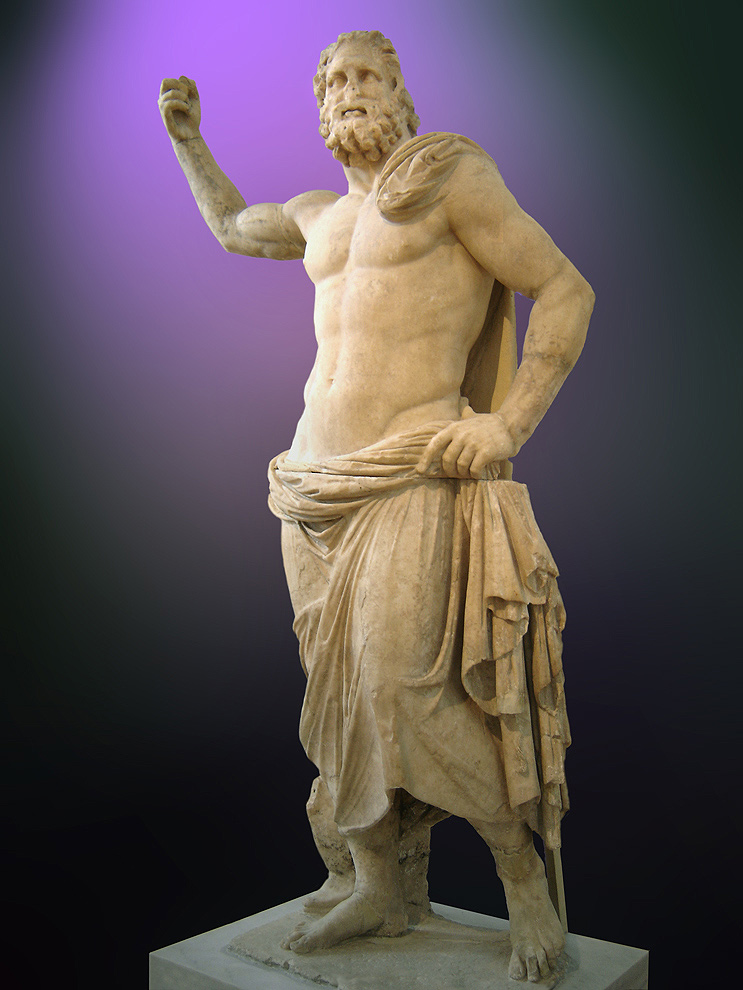
پوزئیدون خدای همه ی آب ها همتای یونانی دنبتیر.